# Nils Hellsten (ginnasta)
Nils Robert Hellsten (Stoccolma, 7 ottobre 1885 – Stoccolma, 14 novembre 1963) è stato un ginnasta svedese.

## Palmarès

### Olimpiadi
- Oro a Londra 1908 nel concorso a squadre.